# Inteligência

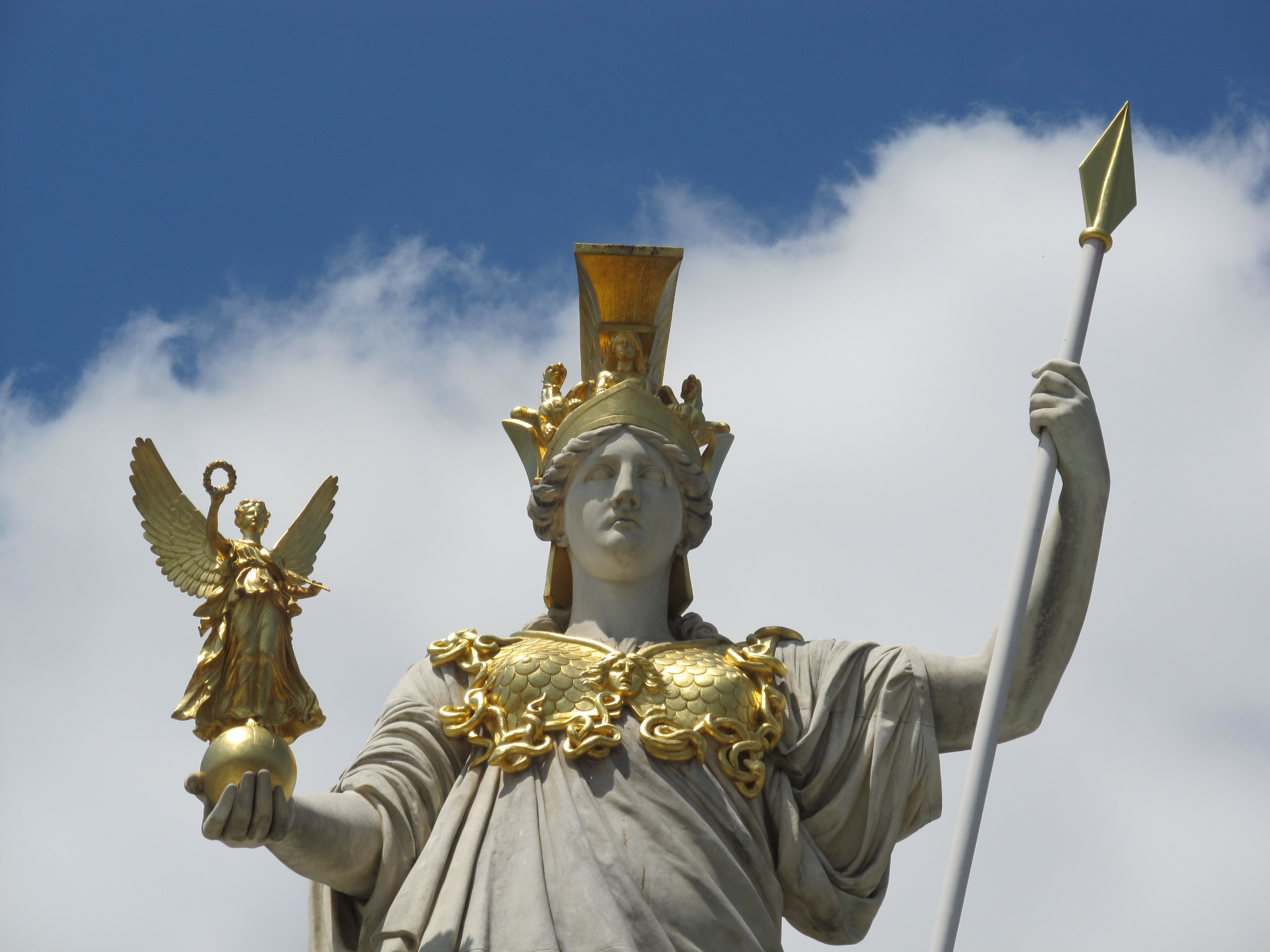
Atena, a inteligente deusa da estratégia nascida diretamente da cabeça de Zeus.

A inteligência tem sido definida popularmente e ao longo da história de muitas formas diferentes, tais como em termos da capacidade de alguém/algo para lógica, abstração, memorização, compreensão, autoconhecimento, comunicação, aprendizado, controle emocional, planejamento e resolução de problemas.
Dentro da psicologia, vários enfoques distintos já foram adotados para definir inteligência humana. A psicometria é metodologia mais usada e mais conhecida pelo público-geral, além de ser a mais pesquisada e amplamente usada. Conforme a definição que se tome, a inteligência pode ser considerada um dos aspectos naturais da linguagem ou um traço de personalidade.

## Etimologia
- Latim intellectus,[3] de intelligere = inteligir, entender, compreender. Composto de íntus = dentro e lègere = recolher, escolher, ler (cfr. intendere[4]).

## Definições
Existem dois "consensos" de definição de inteligência. O primeiro, de Intelligence: Knowns and Unknowns, um relatório de uma equipe congregada pela Associação Americana de Psicologia, em 1995:
"Os indivíduos diferem na habilidade de entender ideias complexas, de se adaptarem com eficácia ao ambiente, de aprenderem com a experiência, de se engajarem nas várias formas de raciocínio, de superarem obstáculos mediante o pensamento. Embora tais diferenças individuais possam ser substanciais, nunca são completamente consistentes: o desempenho intelectual de uma dada pessoa vai variar em ocasiões distintas, em domínios distintos, a se julgar por critérios distintos. Os conceitos de 'inteligência' são tentativas de aclarar e organizar esse conjunto complexo de fenômenos."
Uma segunda definição de inteligência vem de Mainstream Science on Intelligence, que foi assinada por cinquenta e dois pesquisadores em inteligência (de 131 cientistas convidados), em 1994:
"uma capacidade mental bastante geral que, entre outras coisas, envolve a habilidade de raciocinar, planejar, resolver problemas, pensar de forma abstrata, compreender ideias complexas, aprender rápido e aprender com a experiência. Não é uma mera aprendizagem literária, uma habilidade estritamente acadêmica ou um talento para sair-se bem em provas. Ao contrário disso, o conceito refere-se a uma capacidade mais ampla e mais profunda de compreensão do mundo à sua volta - 'pegar no ar', 'pegar' o sentido das coisas ou 'perceber' uma coisa."
- Herrnstein e Murray: "...habilidade cognitiva".
- Sternberg e Salter: "...comportamento adaptativo orientado a metas".
- Saulo Vallory: "...habilidade de intencionalmente reorganizar informações para inferir novos conhecimentos".

## Inteligência na psicometria

Testes de QI (em inglês, IQ) dão resultados que aproximadamente se distribuem em torno de uma curva normal, caracterizando a distribuição dos níveis de inteligência em uma população

A despeito das várias definições para a inteligência, a abordagem mais importante para o entendimento desse conceito (ou melhor, a que mais gerou estudos sistemáticos) é baseada em testes psicométricos.
O fator genérico medido por cada teste de inteligência é conhecido como g (ver teoria g). É importante deixar claro que o fator g, criado por Charles Spearman, é determinado pela comparação múltipla dos itens que constituem um teste ou pela comparação das pontuações em diferentes testes; portanto, trata-se de uma grandeza definida relativamente a outros testes ou em relação aos itens que constituem um mesmo teste.
Isso significa que, se um teste for comparado a um determinado conjunto de outros testes, pode-se mostrar mais (ou menos) saturado em g do que se fosse comparado a um conjunto diferente de outros testes. Um exemplo: um teste como G36, que é um teste de matrizes, se comparado a testes como Raven, Cattell, G38 e similares, ficará mais saturado em g do que se for comparado a testes como WAIS, Binet, DAT, SAT, GRE, ACT, que incluem mais conteúdo verbal e aritmético.
Com relação ao g interno do teste, um caso como o Raven Standard Progressive Matrices, em que os itens apresentam pouca variabilidade de conteúdo, tende a apresentar um fator g mais alto do que um teste como o WAIS-III, que é constituído por catorze subtestes com conteúdos bastante distintos. Portanto, o fator g não tem um sentido absoluto.

### Inteligência, QI e fatorg
Inteligência, QI e fator g são conceitos distintos. A inteligência é o termo usado no discurso comum para se referir à habilidade cognitiva. Porém, é uma definição geralmente vista como muito imprecisa para ser útil em um tratamento científico do assunto.
O quociente de inteligência, QI, é um índice calculado a partir da pontuação obtida em testes nos quais especialistas incluem as habilidades que julgam compreender as habilidades conhecidas pelo termo inteligência. É uma quantidade multidimensional - um amálgama de diferentes tipos de habilidades, sendo que a proporção de cada uma delas muda de acordo com o teste aplicado. A dimensionalidade das pontuações de QI pode ser estudada pela análise fatorial, que revela um fator dominante único no qual se baseiam as pontuações em todos os possíveis testes de QI. Esse fator, que é uma construção hipotética, é chamado g ou, algumas vezes, chamado de habilidade cognitiva geral ou inteligência geral.
De acordo com a teoria da modificabilidade cognitiva estrutural, do psicopedagogo Reuven Feuerstein, todo ser humano com dificuldades de aprendizado, em qualquer fase de sua vida, pode ter sua inteligência "amplificada". Isto, daria a qualquer indivíduo a capacidade de aprender.

### Classificação[6]
Na população geral, a maioria dos indivíduos tem QI em torno de 100 (de 85 a 115). Indivíduos com QI acima de 130 são considerados superdotados, os com  resultado  abaixo  de  70  apresentam  deficiência  intelectual, classificada como leve (QI 50-70), moderada (QI 35-50) e grave/profunda (QI <35).

## Teoria das múltiplas inteligências
Nas propostas de alguns investigadores, a inteligência não é uma só, mas consiste num conjunto de capacidades relativamente independentes. O psicólogo Howard Gardner desenvolveu a teoria das inteligências múltiplas, identificando sete diferentes tipos de inteligência: lógico-matemática, linguística, espacial, musical, cinemática, intrapessoal e interpessoal. Mais recentemente, Gardner expandiu seu conceito acrescentando à lista a inteligência naturalista e a inteligência existencial.
Peter Salovey e John Meyer, desenvolveram o conceito de inteligência emocional. Daniel Goleman obteve um razoável sucesso ao saber por em palavras simples o conceito que afirma que esta inteligência é pelo menos tão importante quanto a perspectiva mais tradicional de inteligência. A inteligência emocional proposta por Goleman pode ser visualizada nas inteligências intrapessoal e interpessoal, propostas por Gardner.
Os proponentes das teorias de múltiplas inteligências afirmam que a teoria g é no máximo uma medida de capacidades académicas. Os outros tipos de inteligência podem ser tão importantes como a g fora do ambiente de escola. Conforme foi dito acima, qualquer que seja o nível de abrangência de um teste ou de vários testes, haverá um fator principal g, que explica grande parte da variância total observada na totalidade de itens ou na totalidade de testes.
Se forem elaborados 7 a 9 testes para aferir as 7 a 9 inteligências, ficará patente que desse conjunto também emerge um fator geral que representa, talvez, mais de 50% da variância total. Se fossem considerados os 120 tipos de inteligência propostos por Guilford, também haveria um fator comum g que poderia explicar grande parte (talvez 50% ou mais) da variância total de todas essas habilidades (ou inteligências).
Outro detalhe a ser considerado é que, se g é o fator principal, por definição significa que é neste fator que mais estão saturados os itens ou os testes considerados, logo os demais fatores h, i, j ... respondem por uma quantidade menor da variância total, ou seja, os demais fatores não podem ser, individualmente, tão importantes quanto g, mas podem, em conjunto, ser mais importantes (explicar maior parte da variância total) do que g.
Também é importante destacar que isso tudo é quantificável mediante o uso de um método estatístico multivariado chamado análise fatorial.

## Controvérsias
Alguns temas controversos no estudo da inteligência são:
- a relevância da inteligência psicométrica com o senso comum de inteligência;
- os limites da aplicação de testes psicométricos em indivíduos de culturas não ocidentais ou iletrados.
- a importância da inteligência no dia-a-dia e o diagnóstico da deficiência mental;
- o impacto dos genes e do ambiente na inteligência humana.